# Kiril Maritchkov
Kiril Kirilov Maritchkov (en bulgare : Кирил Кирилов Маричков) est un bassiste, chanteur et auteur-compositeur bulgare né le 30 octobre 1944 à Sofia (royaume de Bulgarie) et mort le 11 octobre 2024 à Selanovtsi (Vratsa, Bulgarie). Il est connu pour être le bassiste et le chanteur principal du groupe de rock bulgare Chtourtsité.

## Biographie
Issu d'une famille de musiciens, Kiril Maritchkov prend des leçons de piano et de clarinette depuis l'enfance. Dans les années 1960, quand le rock atteint la Bulgarie, il participe à la création du premier groupe de rock bulgare — un groupe amateur nommée Bandaratsité — malgré l'interdiction des autorités communistes. Le groupe se sépare rapidement, mais en 1967, Kiril Maritchkov crée le groupe Chtourtsité.
En 1988, après avoir donné une tournée en Bulgarie pour célébrer ses 20 ans d'existence, Chtourtsité interrompt son activité. Kiril Maritchkov commence une carrière solo. Sa chanson Kletva (Клетва, Serment), écrite pour le film Vtchera (Вчера, Hier), acquiert une immense popularité en Bulgarie et devient un élément obligatoire de chaque concert de Chtourtsité.
Dans les années 1990, après la chute du régime communiste en Bulgarie, Kiril Maritchkov est brièvement député sous la bannière de l'Union des forces démocratiques. Par la suite, il devient copropriétaire de l'ancienne radio rock Tangra, tout en participant occasionnellement à des rassemblements politiques au cours des deux décennies qui suivent la chute du régime communiste.
Kiril Maritchkov prend également part à plusieurs reformations ponctuelles de Chtourtsité, dont la dernière, en 2017, pour les 50 ans de la création du groupe.
De 2013 à 2024, il fait partie du supergroupe bulgare « Fondation ». Avec ce groupe, composé de célèbres musiciens bulgares, Kiril Maritchkov effectue plusieurs tournées en Europe et en Amérique du Nord.
Le 11 octobre 2024, dix-neuf jours avant son 80e anniversaire, lors d'un concert avec « Fondation », Kiril Maritchkov subit un accident mortel sur scène. Il est déclaré mort sur le chemin de l'hôpital d'Oriahovo.

## Discographie

### Chtourtsité
- Chtourtsité

### Solo
- 1997 : Зодия Щурец (Signe du Grillon)
- 2002 : Искам да кажа (Je veux dire)
- 2019 : 75